# Kukkiwon

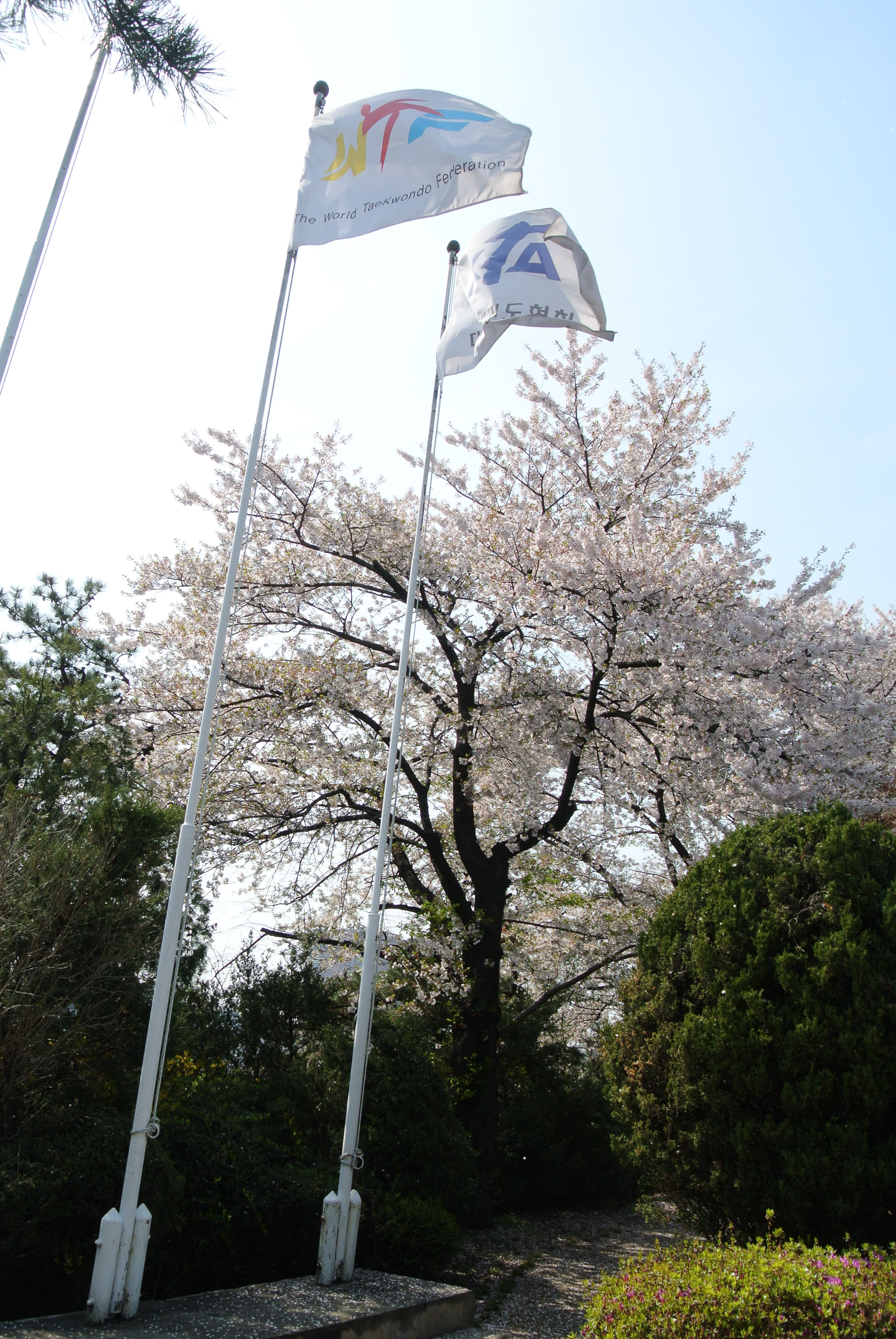
Flaggen am Kukkiwon

Der Kukkiwon, auch bekannt als Welt-Taekwondo-Hauptquartier (World Taekwondo Headquarters), und Standort der Welt-Taekwondo-Akademie (World Taekwondo Academy) ist die offizielle Taekwondo-Regierungsorganisation Südkoreas. Er wird von der Abteilung für internationalen Sport des Ministeriums für Kultur, Sport und Tourismus beaufsichtigt.

## Geschichte
Sitz des Kukkiwon ist 635 Yeoksam-Dong (역삼동) im Stadtteil Gangnam-Gu (강남구) der südkoreanischen Hauptstadt Seoul. Baubeginn des Hauptgebäudes war der 19. November 1971, das Ende der Bauarbeiten am 30. November 1972, wobei der offizielle Name Kukkiwon erst am 6. Februar 1973 bekannt gegeben wurde. In der integrierten Wettkampfstätte können 3000 Zuschauer untergebracht werden. Das dreistöckige Gebäude ist – ähnlich wie der Amtssitz des südkoreanischen Staatspräsidenten – mit blauen Kiwa-Dachziegeln gedeckt.
Im Mai 1973 haben der Kukkiwon und der koreanische Taekwondo-Verband die ersten Taekwondo-Weltmeisterschaften mit 200 Wettkämpfern aus 17 Ländern ausgerichtet. Seit September 1974 unterhält der Kukkiwon ein Demo-Team.
Kim Un-yong war der erste Präsident des Kukkiwon, er trat am 15. November 2001 von seinem Posten zurück. Ihm folgte Uhm Woon-kyu, das Mitglied des Chung Do Kwans wurde am 2. März 2004 gewählt. Im Februar 2010 wurde er von Lee Seung-wan abgelöst. Bereits im Juli 2010 wurde Kang Won-sik nächster Kukkiwon-Präsident und bekleidete das Amt bis Mitte 2013. Am 7. Oktober 2013 wurde Lee Kyu Hung nächster Präsident des Kukkiwon, trat jedoch schon nach kurzer Zeit mit der Begründung zurück, die interne politische Situation würde eine effektive Amtsführung behindern. Sein Nachfolger war Jung Man Soon, der am 6. Februar 2014 ernannt wurde und bis zum 3. Juni 2016 das Amt bekleidete. Danach wurde Oh Hyeon Duk nächster Kukkiwon-Präsident. Aktueller Präsident seit Anfang 2021 ist Lee Dong Sup.

## Aufgaben
Der Kukkiwon versteht sich als weltweites Zentrum zur Ausbildung von Taekwondo-Lehrern. Er beheimatet die Welt-Taekwondo-Akademie und gibt offizielle Dan- und Poom-Urkunden aus. Die Hauptziele sind:
- Menschen zu helfen, ihre intellektuellen und physischen Kräfte durch Verbreitung des Kulturguts Taekwondo zu stärken
- Philosophie und Möglichkeiten des Taekwondo zu präsentieren, um das nationale Prestige Koreas im Ausland zu steigern

### Wettkampf

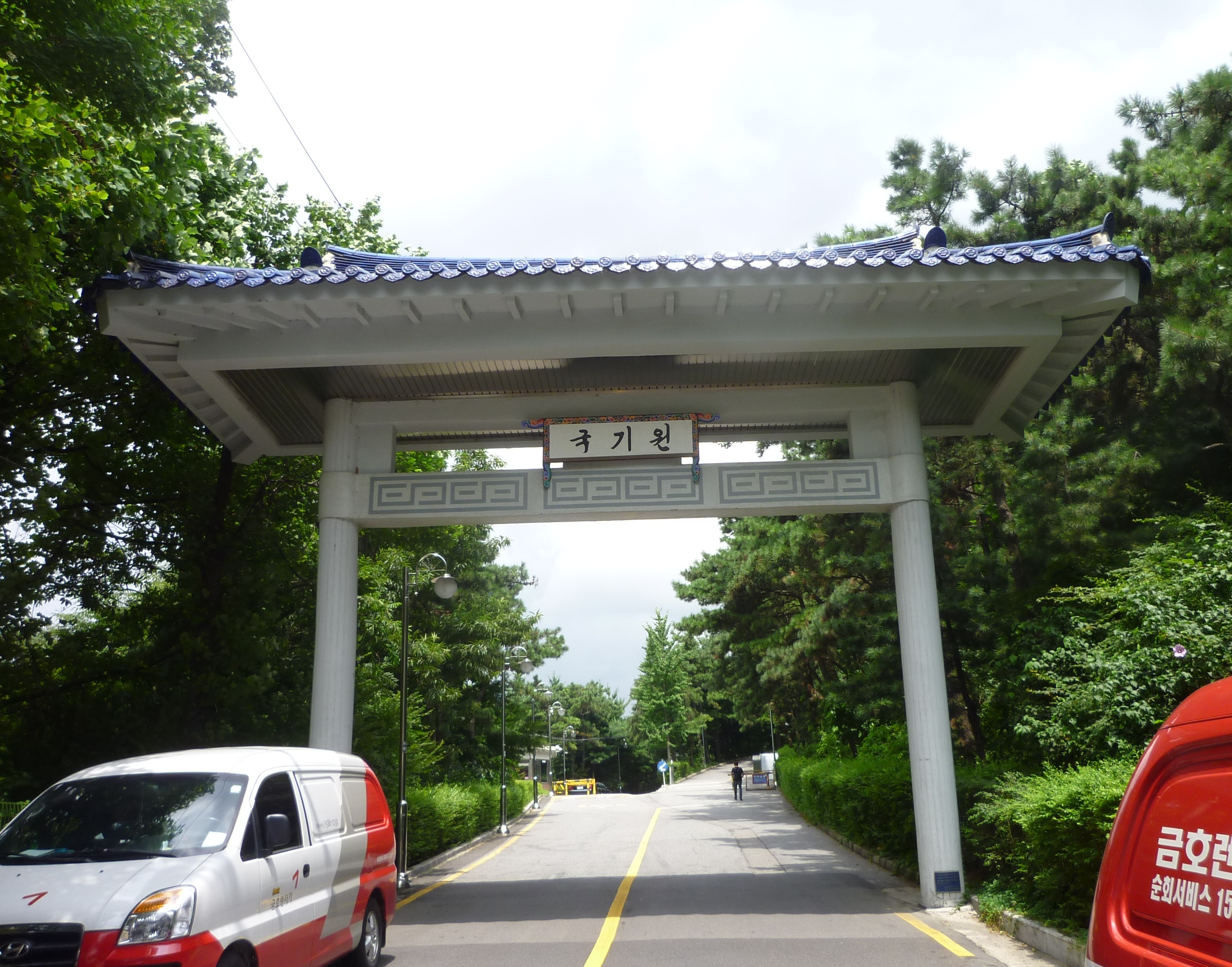
Einfahrt zum Kukkiwon

Den Regeln des World Taekwondo (WT) entsprechend, müssen Teilnehmer an WT-Wettkämpfen Träger eines vom Kukkiwon bestätigten schwarzen Gürtels (Poom oder Dan) sein. In den Regularien des Kukkiwon gibt es 21 Artikel bezüglich Poom- und Dan-Prüfungen. Nach Artikel 2 gelten diese für alle Schüler und Lehrer der nationalen WT-Taekwondo-Verbände. Der WT wird in Artikel 4 die Auflage gemacht, die nationalen Verbände bei der glatten Durchführung von Dan-Prüfungen zu unterstützen.
Der Kukkiwon hat bedeutend dazu beigetragen, dass Taekwondo in die Asienspiele seit Seoul 1986 eingeführt wurde und seit den Olympischen Sommerspielen in Sydney 2000 eine olympische Sportart ist.

### Prüfungen und Graduierungen
Artikel 8 der Prüfungsordnungen des Kukkiwon führt Grenzen bezüglich Vorbereitungszeit und Alter für Prüfungen höherer Grade auf; also die Mindestdauer, die ein Prüfungskandidat seinen Grad innehaben muss, bevor die nächste Prüfung möglich ist – genauso das Mindestalter für die Zulassung zur Prüfung. Bis einschließlich 5. Dan wird bei den Altersgrenzen beachtet, ob der Kandidat einst einen Poom trug. Die Grenzen sind jedoch nicht starr; beispielsweise können nach Artikel 17 für Gewinner der Olympischen Spiele oder anderer weltweit bedeutender Turniere Ausnahmen gemacht werden. Artikel 18 erlaubt, dass sich auch Taekwondo-Sportler ohne Kukkiwon-Grad (zum Beispiel Nicht-Mitglieder der WTF) um eine Kukkiwon-Urkunde bewerben.

### Demo-Team
Beim Kukkiwon arbeiten einige Sportler in Vollzeit in einem „Demo-Team“; eine Gruppe, die weltweit in Aufführungen Möglichkeiten des Taekwondo vorführt. In einem Interview Mitte der 1990er Jahre hat der Teamleiter Choe Man-seek die Rolle der Gruppe beschrieben:

„We travel to many countries promoting Taekwondo and doing promotional work for the [World Taekwondo] Federation. The team has performed every year in Europe, Asia and Africa ... Kukkiwon dispatches their World Demonstration Team to promote Taekwondo in these countries as well as in other countries where Taekwondo has not yet spread“

„Wir bereisen viele Länder und machen dort Werbung fürs Taekwondo und die [World Taekwondo] Federation. Das Team hatte jedes Jahr Auftritte in Europa, Asien und Afrika ... Der Kukkiwon entsendet sein Demo-Team, um Taekwondo sowohl in diesen Ländern zu unterstützen als auch in anderen Ländern, in denen Taekwondo noch nicht verbreitet ist, bekannt zu machen.“

Viele Team-Mitglieder haben bei südkoreanischen Meisterschaften gesiegt; alle tragen den 3. bis 5. Dan.

### Tourismus
Neben seiner Hauptrolle als Regierungsorgan ist der Kukkiwon eine wichtige Touristenattraktion für Besucher Seouls. Der Kukkiwon bietet ein „Taekwondo Experience Programme“ für 20.000 ₩ (ca. 15 €) an. Darin wird eine Einführung in grundlegende Stellungen, Selbstverteidigung und Bruchtests gegeben. Die Online-Zeitung The Seoul Times hat berichtet, dass der Kukkiwon unter Umständen in den Muju Taekwondo Park, der voraussichtlich 2013 eröffnet wird, umziehen wird.